# Pere Grau i Andreu
|  | Pere Grau redirigeix aquí, per al polític i economista català, vegeu Pere Grau i Buldú. |

Pere Grau i Andreu (Pacs del Penedès, 14 d'abril de 1932 - Sant Cugat del Vallès 4 de novembre de 2015) fou un religiós català.

## Biografia
Nasqué en el si d'una família pagesa-ramadera i va simultaniejar el treball familiar amb els estudis i el seminari. Un cop ordenat sacerdot, va ser destinat a un barri marginal de Castelldefels i després a altres parròquies d'àrees amb forta problemàtica social. Simultàniament, va estudiar per a tècnic sanitari en radiologia.
El 1967 va ser assignat a la parròquia de la Mare de Déu de la Salut de les Planes, un barri a cavall entre Barcelona i Sant Cugat del Vallès, aleshores mancat dels serveis més elementals, i on va impulsar diferents iniciatives socials i humanitàries. Va impulsar l'escola parroquial amb guarderia i aules d'EGB; un esplai i el centre d'acollida Ca l'Avi, el primer centre barceloní d'atenció a la gent gran, amb cinc habitacions per acollir persones necessitades en un ambient familiar, i el centre juvenil Nostre Club.
També va iniciar una tuna infantil i més tard, als soterranis de l'escola, va crear una sala de festes per als joves que no podien desplaçar-se a Barcelona o Sant Cugat. En els primers anys de la transició democràtica uns desconeguts van cremar Ca l'Avi, que va ser reconstruït amb l'ajuda dels veïns. Va continuar exercint la professió sanitària, primer a l'Hospital de Sant Pau i després a l'Hospital General de Catalunya. La seva preparació li va servir per impulsar un lloc de socors de la Creu Roja amb ambulància al costat de l'actual centre cívic l'Elèctric, del que en sortiria posteriorment l'Assemblea Local de la Creu Roja. Dins d'aquesta institució, va arribar al grau d'oficial tercer (alferes) i va participar en nombrosos projectes sanitaris i socials; també va intervenir donant cobertura als companys en serveis conflictius com l'assalt al Banco Central de Barcelona del maig de 1981.

## Premis i reconeixements
- El 2006 va rebre el premi Ciutat de Sant Cugat.
- El 2007 va rebre la Medalla d'Honor de Barcelona.
- El 2016 l'Ajuntament de Sant Cugat el nomena a títol pòstum fill predilecte de Sant Cugat.[1]